# Écriture bicamérale
Cette page contient des caractères spéciaux ou non latins. S’ils s’affichent mal (▯, ?, etc.), consultez la page d’aide Unicode.
Une écriture bicamérale est une écriture comprenant des lettres minuscules et des lettres capitales. Plus précisément, elle oppose deux œils de format (ou « casse ») — et parfois de tracé — différents pour chaque caractère. Par opposition, une écriture dans laquelle il n’existe pas une telle opposition est dite monocamérale ou unicamérale.
On appelle les lettres d’un format normal et non marqué[réf. nécessaire] des minuscules, tandis que les lettres d’un format plus grand, utilisées dans certains cas régis par la grammaire et l’orthotypographie, sont les majuscules (à ne pas confondre avec capitales).
On compte, entre autres, au nombre de ces écritures : 
- l’alphabet latin ;
- l’alphabet grec ;
- l’alphabet cyrillique ;
- l’alphabet arménien ;
- l’alphabet copte.

L'alphabet géorgien n'est pas bicaméral. Ce qu'Unicode considère comme majuscules est la variante asomtavruli, les minuscules constituant la variante mkhedruli.[réf. nécessaire]
Voici, à titre d'illustration, les sept premières lettres dans les deux casses (d’abord capitales puis minuscules) pour les cinq alphabets cités : 
| Latin   | Grec    | Cyrillique | Arménien | Copte   |
| ------- | ------- | ---------- | -------- | ------- |
| ABCDEFG | ΑΒΓΔΕΖΗ | АБВГДЕЖ    | ԱԲԳԴԵԶԷ  | ⲀⲂⲄⲆⲈⲊⲌ |
| abcdefg | αβγδεζη | абвгдеж    | աբգդեզէ  | ⲁⲃⲅⲇⲉⲋⲍ |

## Kana japonais
Dans l’écriture japonaise, trois types de caractères sont utilisés : les sinogrammes, appelés en japonais kanji, et les kanas, caractères typiquement japonais apparus plus récemment, dont la valeur est purement phonétique, correspondant à des mores. Les kanas sont déclinés en deux versions : hiragana pour les mots d'origine japonaise et katakana pour les mots d'origine étrangère (généralement non chinoise). Pour exprimer l’ensemble des mores du japonais, ces caractères peuvent être combinés par paires, le second caractère étant alors écrit avec une hauteur d'œil plus petite, ce qui rappelle la différence entre minuscules et capitales. Par exemple, pour écrire « kyu » en hiragana, on combine le caractère き (ki) en taille normale et le caractère ゆ (yu) en petit, ce qui donne きゅ (kyu). Les trois principaux caractères utilisés sous cette forme réduite sont, en hiragana : や (ya), よ (yo), ゆ (yu) ; en katakana : ヤ (ya), ヨ (yo), ユ (yu).
Un autre caractère existe en version réduite, つ (tsu), qui sert à noter l'allongement de la consonne de la more suivante. Par exemple, っ (petit tsu) se combine avec て (te) pour donner って (tte).
D'autres kanas peuvent être utilisés sous forme réduite, mais plus rarement : ぃィぇェぉォぁァ.
Ils servent alors dans la transcription de phonèmes qui n'existent pas en japonais. Par exemple, fa = ファ et vo = ヴォ (N.B. dans ces exemples, ce n'est pas le phonème non natif qui est transcrit par le petit kana).